# Liste de grottes des États-Unis
La liste de grottes des États-Unis présentée ci-dessous est un échantillonnage de cavités souterraines naturelles (grottes, gouffres, ..) ayant acquis une relative notoriété du fait de leur fréquentation et/ou de leurs particularités : dimensions (développement ou dénivelé), concrétionnement, art rupestre, art mobilier, pratiques rituelles, etc.
Établir une telle liste de cavités est une tâche sans fin car leur nombre déjà très important (plusieurs milliers) s'accroît au fil des découvertes des spéléologues. Ces derniers s'emploient à trouver, explorer, étudier les grottes, ainsi que toutes les autres formes souterraines, karstiques ou pseudokarstiques.
Les mots anglais « cave » et « cavern » sont les équivalents de grotte ou gouffre et caverne en français. Les mots  « pit », « pot », « shaft » ou  « well » désignent des puits (naturels).  « Hole » signifie trou.
Les États du Tennessee, de l'Alabama et de la Géorgie - le « TAG » disent les spéléologues - comptent à eux seuls 14 665 cavités naturelles souterraines répertoriées en 2015[réf. souhaitée].

## Liste par État

### Alabama
- Ain't No Cave (Jackson)
- Anderson Cave (Shelby)
- Anvil Cave (Morgan)
- Bear-Hanna Cave (Jackson)
- Bennett Cove Cave (Jackson)
- Bird Horror Hole (Jackson)
- Bloody Elbow Cave (Madison)
- Blunder Hole (Jackson)
- Buckeye Cave (Jackson)
- Bucks Pocket (Jackson)
- Cairn Blowhole Pit (Jackson)
- Canyon Cave (Jackson)
- Carns Cave (Jackson)
- Cathedral Caverns (en) (Marshall)
- Cave Spring Cave (Morgan)
- Crystal Cavern (en) (Jefferson)
- Dark Well (Jackson)
- Doodlebug Hole / Blowing Cave (Jackson)
- Dust Cave (en) (Lauderdale)
- Elmos Canyon (Jackson)
- Engle Double Pit (Jackson)
- Falling Spring Cave (Jackson)
- Fern Cave (en) (Jackson)
- Fowler Pit 2 / Bleeding Ghyll Cave (Jackson)
- Gary Self Pit (Jackson)
- Geiger Cave / Houston Hollow (Jackson)
- Guess Creek Cave (Jackson)
- Guffey Cave (Marshall)
- Guy's Cave (Jackson)
- Hairy Pit / Flowing Spring Cave (Jackson)
- Illiad / Odyssey Cave System (Jackson)
- Jess Elliot Cave (Jackson)
- Jim Cave (Jackson)
- Keeton Cave (Colbert)
- Kennamer Cave (Jackson)
- Key Cave (en) (Lauderdale)
- Lamons Cave (Morgan)
- Limrock Blowing Cave (Jackson)
- Long Island Cave (Jackson)
- Mad As A Wet Hen Pit (Jackson)
- Majestic Caverns (en)  [ex-DeSoto Caverns (en)] (Talladega)
- Manitou Cave (en) (DeKalb)
- McBride's Cave (Jackson)
- Mega Well (Jackson)
- Microwave-A-Hole System (Jackson)
- Mill Hole (Jackson)
- Moore Cavern (Morgan)
- MOS Cave / Obscure Magnificence (Jackson)
- Old Blowing Cave (Marshall)
- Paint Rock River Cave (Jackson)
- Potential Pit / Langston Cave (Jackson)
- Rickwood Caverns (en) (Blount)
- Russell Cave (Jackson)
- Salt River Cave (Jackson)
- Sauta Blowing Wind Cave (Jackson)
- Scott's Barn Cave / Bloodstone (Jackson)
- Shelta Cave (en) (Madison)
- Small Cave (Jackson)
- Steward Spring Cave (DeKalb)
- Stolen Well / Davis Cove Cave (Jackson)
- Stoned Well (Jackson)
- Summers Double Pot (Jackson)
- Talley Ditch Cave (Jackson)
- Tallucah Cave (Morgan)
- The Kids Cave (Jackson)
- Thunder Hole (Jackson)
- Tony Sinks - Cox Cave (Jackson)
- Trice Hollow Pit (Jackson)
- Tumbling Rock Cave (Jackson)
- Twenty Three Dollar Pit (Jackson)
- Twist of Fate Pit (Jackson)
- Vast Caverns (Jackson)
- Walking Fern Pit (Jackson)
- War Eagle Cave (Jackson)
- Wash Pot (Jackson)
- Water Well (Jackson)
- Will's Welch Well (Jackson)

### Alaska
- Trail Creek Caves (en) (Northwest Arctic)
- El Capitan Cave (Île du Prince-de-Galles)

### Arizona
- Bat Cave mine (en) (Mohave)
- Cave of the Bells (en) (Santa Cruz)
- Colossal Cave (en) (Pima)
- Coronado cave (en) (Cochise)
- Double Bopper Cave (Coconino)
- Grand Canyon Caverns (en) (Coconino)
- Kartchner Caverns (Cochise)
- Lava River Cave (en) (Coconino)
- Onyx Cave (Arizona) (en) (Santa Cruz)
- Peppersauce Cave (en) (Pinal)
- Ventana Cave (en) (Pima)

### Arkansas
- Blanchard Springs Caverns (Stone)
- Cosmic Cavern (en) (Carroll)
- Fitton (Beauty) Cave (Newton)
- Logan Cave (en) (Benton)
- Mystic Caverns et Crystal Dome (en) (Newton)
- Old Spanish Treasure Cave (en) (Benton)
- Onyx Cave (en) (Carroll)
- Wonderland Cave (en) (Benton)

### Californie
- Bigfoot Cave (Siskiyou)
- Black Chasm Cave (en) (Amador)
- Boyden Cave (en) (Fresno)
- Burro Flats Painted Cave (en) (Ventura)
- California Caverns (en) (Calaveras)
- Chumash Painted Cave (en) (Santa Barbara)
- Crystal Cave (en) (Tulare)
- Hall City Cave (Trinity)
- Infernal Caverns (en) (Modoc)
- Lake Shasta Caverns (en) (Shasta)
- Lava Beds National Monument (Siskiyou et/ou Modoc)
- Lilburn Cave (Comté de Tulare)
- Mercer Caverns (en) (Calaveras)
- Mitchell Caverns (en) (San Bernardino)
- Moaning Cavern (en) (Calaveras)
- Mud Caves (en) (San Diego)
- Pluto's Cave (en) (Siskiyou)
- Ursa Minor Cave (en) (Tulare)

### Caroline du Nord
- Boone's Cave (en) (Davidson)
- Linville Caverns (en) (McDowell)

### Caroline du Sud
Pas de cavités souterraines naturelles répertoriées dans cet État fin 2018.

### Colorado
- Cave of the Winds (en) (El Paso)
- Glenwood Caverns (en) (Garfield)
- Hobo Cave (en) (Boulder)
- Mantle's Cave (en) (Moffat)
- Mesa Verde (Montezuma)
- Spring Cave (en) (Rio Blanco)

### Connecticut
- Tory cave (en) (Litchfield)

### Dakota du Nord
Pas de cavités souterraines naturelles répertoriées dans cet État fin 2018.

### Dakota du Sud
- Jewel Cave (Custer)
- Rushmore Cave (en) (Pennington)
- Sitting Bull Crystal Caverns (en) (Pennington)
- Wind Cave (Custer)

### Delaware
- Beaver Valley Rock Shelter (en) (New Castle)

### Floride
- Devil's Den Cave (Levy)
- Florida Caverns (Jackson)
- Peacock Springs cave system (en) (Suwannee)
- Wakulla-Leon Sinks cave system (en) (Leon et Wakulla)
- Warren's Cave (en) (Alachua)
- Weeki Wachee Springs (en) (Hernando)

### Géorgie (États-Unis)
- Ellison's Cave (en) (Walker)
- Kingston Saltpeter Cave (en) (Bartow)
- Petty John's Cave (en) (Walker)

### Hawaï
Voir Hawaï en Océanie

### Idaho
- Craters of the Moon (Blaine, Butte, Lincoln, Minidoka et Power)
- Kuna Caves (en) (Ada)
- Minnetonka Cave (en) (Bear Lake)
- Niter Ice Cave (en) (Caribou)
- Wilson Butte Cave (en) (Jerome)

### Illinois
- Cave-in-Rock (en) (Hardin)
- Illinois Caverns (en) (Monroe)

### Indiana
- Binkley's Cave System (en) (Harrison), Corydon
- Bluespring Caverns (en) (Lawrence)
- Buckner Cave (en) (Monroe)
- Harrison Spring (en) (Harrison)
- Lost River Cave System (en) (Comté d'Orange)
- Marengo Cave (en) (Crawford)
- Réseau de Shawnee Cave (Lawrence) :
  - Shawnee Cave (en),
  - Twin caves (en),
  - Donaldson Cave,
  - Bronson Cave,
- Squire Boone Caverns (en) (Harrison)
- Wyandotte Caves (en) (Crawford)

### Iowa
- Bixby (en) (Clayton)
- Réseau de Cold Water Cave (en) (Winneshiek et Fillmore (Minnesota))
- Decorah Ice Cave (en) (Winneshiek)
- Maquoketa Caves (en) (Jackson)
- Spook Cave (en) (Clayton))

### Kentucky
- Carter Caves (en) (Carter)
  - Bat Cave et Cascade Caverns (en)
  - Laurel Cave
  - Salpetre Cave
  - X Cave
- Coral Cave System (Comté de Pulaski)
- Eleven Jones Cave (en) (Jefferson)
- Glover's Cave, anciennement Bell's Cave (en) (Todd)
- Goochland Cave (en) (Rockcastle)
- Great Onyx Cave (Edmonson)
- Great Saltpetre Cave (en) (Rockcastle)
- Hidden River System (Comté de Hart)
- Horse Cave (Hart)
- Lost River Cave (en) (Warren)
- Réseau de Mammoth Cave (Edmonson, Hart et Barren)
  - Colossal Cavern (en)
  - Crystal Cave
  - Flint Ridge Cave
  - Mammoth Cave
  - Morrison Cave
  - Proctor Cave
  - Sand Cave (en)
  - White's Cave
- Fisher Ridge Cave System (en) Comté de Hart
- Réseau de Martin Ridge Cave (en) (Edmonson)
  - Jackpot Cave
  - Martin Ridge Cave
  - Whigpistle Cave
- Mega Cavern (en) (Jefferson)
- Réseau d'Oligo-Nunk Cave (en) (Carter)
- Sloans Valley Cave System (Comté de Pulaski)
- Thornhill Cave System (Comté de Breckinridge)

### Maryland
- Crystal Grottoes (en) (Washington)
- Cumberland Bone Cave (en) (Allegany)

### Massachusetts
- Horse Caves (en) (Hampshire)
- King Phillip's Cave (en) (Bristol)

### Michigan
- Devil's Kitchen (Mackinac)
- Domtar mine (en) (Kent)
- Sile Doty Cave (en) (Hillsdale)
- Hendrie River Water Cave (en) (Mackinac)
- Skull Cave (Mackinac)

### Minnesota
- Réseau de Cold Water Cave (en) (Fillmore (Minnesota) et Winneshiek (Iowa))
- Mystery Cave (en) (Fillmore)
- Spring Valley Caverns (en) (Fillmore)
- Tyson Spring Cave (en) (Fillmore)
- Wabasha Street Caves (en) (Ramsey)

### Missouri
- Bluff Dweller's Cave (en) (McDonald)
- Bridal Cave (en) (Camden)
- Carroll Cave (Camden)
- Caves of St. Louis (en) (Saint-Louis)
- Crevice Cave (en) (Comté de Perry)
- Current River Cavern (en) (Carter)
- Devils Well (en) (Shannon)
- Fantastic Caverns (en) (Greene)
- Jacobs Cavern (en) (McDonald)
- Mark Twain Cave (en) (Marion)
- Marvel Cave (en) (Stone)
- Meramec Caverns (en) (Franklin)
- Fisher Cave (en) (Crawford)
- Moore Cave System (Comté de Perry)
- Mystery Cave System (Comté de Perry)
- Onondaga Cave (en) (Crawford)
- Ozark Caverns (en) (Camden)
- Research Cave (en) (Callaway)
- Riverbluff Cave (en) (Greene)
- SubTropolis (cavité artificielle) (en) (Clay)
- Talking Rocks Cavern anciennement Fairy Cave (en) (Stone)

### Montana
- Lewis and Clark Caverns (en) (Jefferson)
- Pictograph Cave (en) (Yellowstone)

### Nevada
- Devils Hole (en) (Nye)
- Lehman Caves (White Pine)
- Gypsum Cave (en) (Clark)
- Hidden Cave (en) (Comté de Churchill)
- Humboldt Cave (en) (Comté de Churchill)
- Caverne de Lovelock (Comté de Churchill)
- Toquima Cave (en) (Lander)

### New Hampshire
- Boulder Caves (en) (Grafton)
- Polar Caves (en) (Grafton)

### New Jersey
Pas de cavités souterraines naturelles répertoriées dans cet État fin 2018.

### New York
- Caverne des Vents (Niagara)
- Clarksville Cave (en) (Albany)
- Ellenville Fault Ice Caves (en) (Ulster)
- Howe Caverns (en) (Schoharie)
- Lockport Cave (en) (Niagara)
- Tory cave (en) (Albany)

### Nouveau-Mexique
- Aden Crater Caverns (en) (Doña Ana)
- Burnet Cave (en) (Eddy)
- Grottes de Carlsbad (Eddy)
- Conkling Cavern (en) (Doña Ana)
- Fort Stanton Cave (en) Comté de Lincoln
- Fox Cave (en) (Lincoln)
- Grotte de Lechuguilla (Eddy)
- El Malpais Caves (Cibola)
- Grotte du Pendejo (Otero)
- Grotte de Sandia (Sandoval)
- Snowy River Cave (en) (Lincoln)

### Ohio
- Crystal Cave (en) (Ottawa)
- Ohio Caverns (en) (Champaign)
- Olentangy Indian Caverns (en) (Franklin)
- Seneca Caverns (en) (Seneca)
- Zane Shawnee Caverns (en) (Logan)

### Oklahoma
- Alabaster Caverns (en) (Woodward)
- Robbers Cave (Latimer)

### Oregon
- Arnold Lava Tube System (en) (Deschutes)
- Derrick Cave (en) (Lake)
- Fort Rock Cave (en) (Lake)
- Horse Lava Tube System (Deschutes)
- Lava River Cave (Deschutes)
- Cavernes de l'Oregon (Josephine)
- Paisley Caves (en) (Lake)
- Redmond Caves (en) (Deschutes)
- Sandy Glacier Caves (en) (Clackamas)
- Sea Lion Caves (en) (Lane)
- Skeleton Cave (en) (Deschutes)

### Pennsylvanie
- Coudersport Ice Mine (Potter)
- Crystal Cave (en) (Berks)
- Indian Caverns (en) (Huntingdon)
- Indian Echo Caverns (en) (Dauphin)
- Laurel Caverns (en) (Fayette)
- Lost River Caverns (en) (Northampton)
- Port Kennedy Bone Cave (en) (Montgomery)
- Tytoona Cave (en) (Blair)

### Rhode Island
Pas de cavités souterraines naturelles répertoriées dans cet État fin 2018.

### Tennessee
- Bell Witch Cave (en) (Robertson)
- Big Bone Cave (en) (Van Buren)
- Blue Spring Cave (en) (White)
- Craighead Caverns (en) (Monroe)
- Cumberland Caverns (en) (Warren)
- Dunbar Cave (Montgomery)
- Gillespie Cave (en) (Davidson)
- Hubbard's Cave (en) (Warren)
- Lookout Mountain Caverns (en) (Hamilton)
- Lost Cove Cave (en) (Franklin)
- Mountain Eye Cave System (Comté de Fentress)
- Nickajack Cave (en) (Marion)
- Raccoon Mountain Caverns (en) (Hamilton)
- Ruby Falls Cave (en) (Hamilton)
- Rumbling Falls Cave (en) (Comté de Van Buren)
- Snail Shell Cave (en) (Rutherford)
- Thumping Dick Hollow (en) (Franklin)
- Tuckaleechee Caverns (en) (Blount)
- Xanadu Cave System (Comté de Fentress)

### Texas
- Airmen's Cave (en) (Travis)
- "Bracken Cave" (Comal)
- Cascade Caverns (en) (Kendall)
- Cave Without a Name (en) (Kendall)
- Caverns of Sonora (en) (Sutton)
- Honey Creek Cave (Comal)
- Inner Space Cavern (en) (Williamson)
- Jacob's Well (Hays)
- Kickapoo Cavern (en) (Kinney)
- Longhorn Cavern (en) (Burnet)
- Natural Bridge Caverns (en) (Comal)
- Powell's Cave System (Comté de Menard)
- Rock Dove Cave (en) (Bexar)
- Spring Creek Cave (en) (Kendall)
- Wonder Cave (en) (Hays)

### Utah
- Blowhole Cave (en) (Utah)
- "Danger Cave" (Tooele)
- False Kiva (San Juan)
- Hogup Cave (en) (Box Elder)
- Mammoth Cave (en) (Garfield)
- Moqui Cave (en) (Kane)
- Neffs Cave (en) (Salt Lake)
- Grotte de Nutty Putty (Utah)
- Ricks Spring (en) (Cache)
- Timpanogos Cave (Utah)

### Vermont
- Aeolus Cave (en) (Bennington)

### Virginie
- Bull Thistle Cave (en) (Tazewell)
- Butler-Sinking Creek System (Bath)
- Chestnut Ridge Cave System (Bath)
- Clarks Cave (en) (Bath)
- Dixie Caverns (en) (Roanoke)
- Endless Caverns (en) (Rockingham)
- Gap Cave (en) (Lee)
- Grand Caverns (en) (Augusta)
- Grottes de Luray (Page)
- Natural Bridge (Rockbridge)
- Natural Tunnel (en) (Scott)
- Omega System (Comté de Wise)
- Shenandoah Caverns (en) (Shenandoah)
- Skyline Caverns (en) (Warren)
- Sugar Run Cave System (Comté de Giles)
- Unthanks Cave (en) (Lee)

### Virginie-Occidentale
- Charles Town Cave (en) (Jefferson)
- Culverson Creek Cave System (Greenbrier)
- Friars Hole Cave System (en)(Greenbrier), Comté de Pocahontas
- Great Savannah Cave System
(McClungs Caves, Maxwelton Caves) (Greenbrier)
- Haynes Cave (en) (Monroe)
- Hellhole (cave) (en) (Pendleton)
- Lost World Caverns (en) (Greenbrier)
- Memorial Day Cave (Pendleton)
- Organ Cave (en) (Greenbrier)
- Scott Hollow Cave (Monroe)
- Seneca Caverns (en) (Pendleton)
- Sinks of Gandy (en) (Randolph)
- Smoke Hole Caverns (SHC) (en) (Grant)
- The Hole (Boggs Cave) (Greenbrier)
- Windy Mouth (Wind) Cave (Greenbrier)

### Washington
- Ape Cave (en) (Skamania)
- Big Four Ice Caves (en) (Snohomish)
- Cheese Cave (en) (Klickitat)
- Marmes Rockshelter (Franklin)
- Paradise Ice Caves (en) (Pierce)

### Wisconsin
- Cave of the Mounds (en) (Dane)
- Cherney Maribel Caves (en) (Manitowoc)
- Crystal Cave (en) (Pierce)
- Eagle Cave (en) (Richland)
- Ledge View Caves (en) (Calumet)
- Samuels' Cave (en) (La Crosse)
- St. John Mine (en) (Grant)
- Wonder Cave (en) (Wood)

### Wyoming
- Natural Trap Cave (en) (Horn)
- Shoshone Cavern (en) (Park)
- Tongue River Cave (en) (Sheridan)

## Sources
- USA LONG CAVE LIST, Caves Mapped/Surveyed greater than 1 mile (1 609 m), Compiled by: Paul Burger - 09/14/2024.
- USA DEEP CAVES, Caves Mapped/Surveyed with 350+ feet of vertical,

Compiled by: Paul Burger – 08/17/2024.